# Miss Venezuela 1993
El Miss Venezuela 1993 fue la cuadragésima (40.ª) edición del certamen Miss Venezuela, se llevó a cabo en el Teatro Teresa Carreño en Caracas el viernes 3 de septiembre de 1993. La ganadora fue Minorka Mercado, representante de Apure, que fue coronada por la reina saliente Milka Chulina de Aragua. El concurso se transmitió en vivo por Venevisión.

## Desarrollo
Por primera vez, el Teatro Teresa Carreño abre sus puertas al concurso de belleza. Eso ocurre el 3 de septiembre de 1993 con Gilberto Correa y Bárbara Palacios como testigos de excepción. Las 26 candidatas intervienen en el cuadro principal dedicado a San Juan Bautista, en el que intervienen la Sardina de Naiguatá. Karina y el controversial grupo Locomía redondean el cartel artístico. Junto a la ganadora, Miss Apure, Minorka Mercado, buscan la corona: Kalena Díaz (Portuguesa), Igoa Azpúrua (Lara), Marianne Suárez (Anzoátegui) y Mercedes Wanderlinder (Bolívar), hija de la cantante Estelita del Llano. Este es el primer grupo de chicas preparado por Giselle Reyes, incorporada a la Organización Miss Venezuela como profesora de pasarela.

## Ganadoras

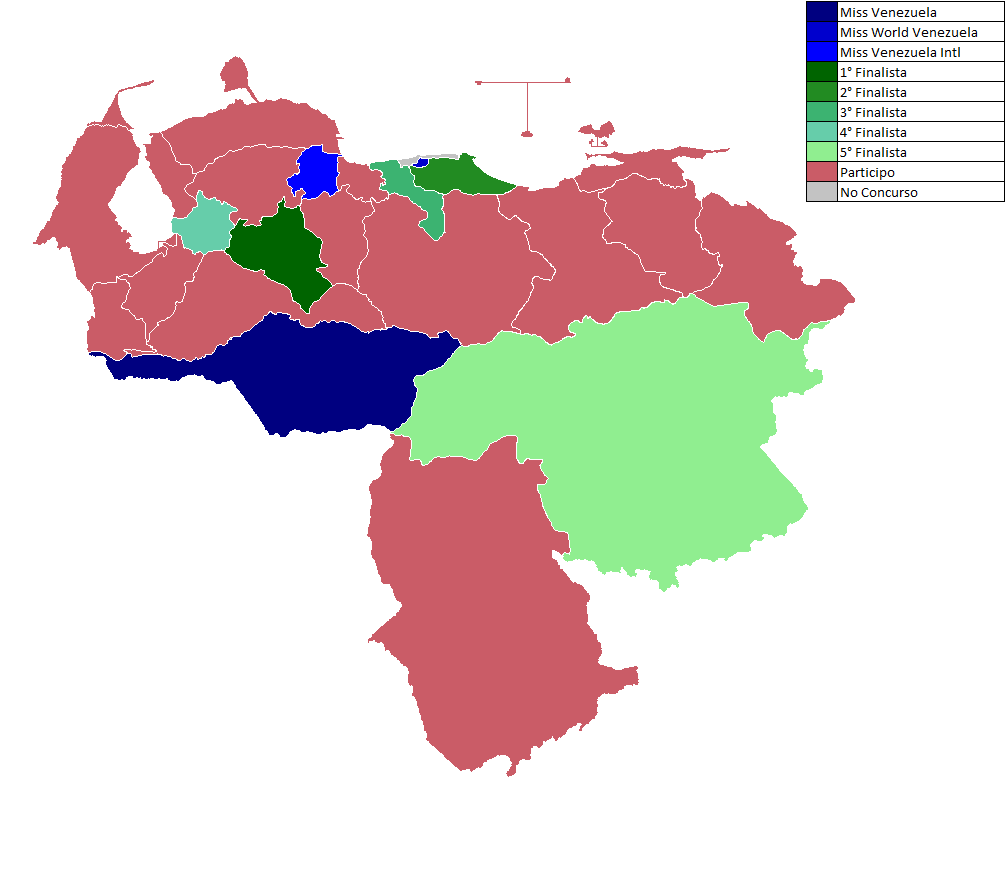
Miss Venezuela 1993

| Resultado Final          | Candidata                         |
| ------------------------ | --------------------------------- |
| Miss Venezuela 1993      | - Apure - Minorka Mercado         |
| Miss World Venezuela     | - Distrito Federal - Mónica Lei   |
| Miss Vzla. Internacional | - Yaracuy - Faviola Spitale       |
| 1.ª Finalista            | - Portuguesa - Kalena Díaz        |
| 2.ª Finalista            | - Miranda - Gabriela Hidalgo      |
| 3.ª Finalista            | - Aragua - Mónica Montenegro      |
| 4.ª Finalista            | - Trujillo - Fabiola Celadón (†)  |
| 5.ª Finalista            | - Bolívar - Mercedes Wanderlinder |

### Premios Especiales
- Miss Fotogénica (elegida por el círculo de reporteros gráficos) - Gabriela Hidalgo (Miss Miranda)
- Miss Simpatía - Kalena Díaz (Miss Portuguesa)
- Miss Elegancia - Gabriela Hidalgo (Miss Miranda)
- Ojos Más Lindos - Jessuly González (Miss Carabobo)
- Mejor Sonrisa - Tamara Aguilar (Miss Monagas)
- Miss mejor cuerpo - Rosalinda Vera (Miss Falcón)

## Delegadas
Las candidatas al Miss Venezuela 1993 fueron:
| - Miss Amazonas - Patricia María Angulo D'Ascoli - Miss Anzoátegui - Marianne Suárez Morales - Miss Apure - Minorka Marisela Mercado Carrero - Miss Aragua - Mónica Montenegro Prósperi - Miss Barinas - Emma Ysabel Villafañe Monsalve - Miss Bolívar - Mercedes Caridad Wanderlinder Perrone - Miss Carabobo - Jessuly del Valle González Gutiérrez - Miss Cojedes - Sophie Aznar Desouches - Miss Costa Oriental - Lilibeth Nefer Silva Méndez - Miss Delta Amacuro - Vanessa Isabel Lamela Brito - Miss Dependencias Federales - Marlyare Iselle Yanes Cañas - Miss Distrito Federal - Mónica Lei Scaccia - Miss Falcón - Ana Rosalinda Vera Garmendia - Miss Guárico - Elidex Coromoto Riera Díaz | - Miss Lara - Igoa Azpúrua Larrañaga - Miss Mérida - Madelaine de las Mercedes Banchs Ramos - Miss Miranda - Gabriela Hidalgo Arreaza - Miss Monagas - Tamara Vanessa Aguilar Lazcano - Miss Nueva Esparta - Sonia Vera Aparicio - Miss Península Goajira - Limayri Josefina Velásquez Semprún - Miss Portuguesa - Carmen Elena «Kalena» Díaz Molina - Miss Sucre - Heliette Sturhahn Ochoa - Miss Táchira - Daniela Johanna Pérez Velasco - Miss Trujillo - Fabiola Josefina Celadón Faoro † - Miss Yaracuy - Rina Faviola Mónica Spitale Baiamonte - Miss Zulia - Fabiola de los Ángeles Martínez Benavides |

### Retiros
Inicialmente una para entonces poco conocida María Antonieta Duque, iba a participar en esta edición del certamen, representado al estado Nueva Esparta, llegando al concurso con la ayuda de Mercedes Salaya (Ex-Miss Delta Amacuro). Duque se retiró del concurso por una propuesta de trabajó por parte del actor: Miguel Ángel Landa, quien la incorporó al elenco de su exitoso show: Bienvenidos, siendo reemplazada por Sonia Vera Aparicio como delegada de Nueva Esparta.

## Representación Internacional
- Minorka Mercado se posicionó como 2ª Finalista en el Miss Universo 1994 celebrado en Manila, Filipinas.
- Mónica Lei fue 4ª Finalista en el Miss Mundo 1993 celebrado en Sun City, Sudáfrica.
- Faviola Spitale fue Top 15 de las semifinalistas en el Miss Internacional 1993 celebrado en Osaka, Japón. También compitió en el Reinado Panamericano 1993 donde llegó de 1ª Finalista.
- Kalena Díaz quedó como 1ª Finalista en el Reinado Internacional del Café 1994 celebrado en Manizales, Colombia.
- Gabriela Hidalgo compitió en el Reina Sudamericana 1993 en Bolivia, no clasificó.
- Mónica Montenegro ganó el Miss Tourism World 1993 en Aruba.
- Sophie Aznar quedó de 1ª finalista en el Latin Model Pageant 1993.

## Eventos posteriores
- Fabiola Celadón (Trujillo) falleció en un accidente de avioneta el 1º de marzo de 2009.
- Fabiola Martínez (Zulia) fue esposa del cantante español Bertín Osborne.
- Jessuly González (Carabobo) se desempeñó como periodista y ancla de noticias, específicamente en El Noticiero de Televen en 1996.
- Kalena Diaz (Portuguesa) luego del concurso se destacó como una modelo y reconocida actriz de telenovelas de la cadena Venevisión. Actualmente se desempeña como presidente de su propia compañía y continúa trabajando en campañas publicitarias a nivel nacional e internacional.
- Mercedes Wanderlinder (Bolívar) se desempeña como modelo y actriz. Es hija de la cantante y primera actriz Estelita Del Llano.
- Minorka Mercado (Apure) luego de ser coronada Miss Venezuela, desempeñó una carrera como modelo y presentadora de varios magazines en la cadena Televen. Actualmente, por motivos laborales, reside en Pennsylvania, Estados Unidos.
- Mónica Lei (Distrito Federal) se destacó como modelo en América y Europa. Actualmente es médico y reside en Estados Unidos.
- Heliette Sturhahn (Sucre) fue una destacada modelo.
- Marianne Suárez (Anzoátegui) se desempeñó como modelo y locutora. Actualmente está residenciada en México, donde trabaja como actriz.